# TU8P型柴油机车
TU8P型（ТУ8П）柴油机车是苏联窄轨铁路所用的一种液力传动柴油机车。本型柴油机车亦作为轨道车使用。

## 设计
1987年到1988年间，坎巴尔卡机械厂研制TU8P型机车，以取代相对老旧的TU6P型（ТУ6П）柴油机车。TU8P型机车设计用于750毫米至1,520毫米之间的任何轨距铁路，驾驶室配备了加热系统，冰箱，收音机和空调。

## 运用
于乌兹别克斯坦：
- 吉扎克州窄轨铁路[3]

于俄罗斯联邦：
- 特维尔州特维尔建筑材料厂2号窄轨铁路（俄语：Узкоколейная железная дорога Тверского комбината строительных материалов № 2）
- 萨哈林州铁路（俄语：Сахалинский регион Дальневосточной железной дороги）[4]
- 克拉斯诺达尔边疆区阿普歇伦斯克窄轨铁路（俄语：Апшеронская узкоколейная железная дорога）

于越南：
- 大叻-潘郎铁路（应当注意的是，此线路使用之TU8P型机车车型名为TU6P，但与苏联国内自用之TU6P型柴油机车（德语：SŽD-Baureihe ТУ6П）不同，且亦不采用越南铁路的柴油机车型号命名形式[5]）[6]